# Qaradağ Lökbatan FK
Der Qaradağ Lökbatan Futbol Klubu ist ein aserbaidschanischer Fußballklub aus Lökbatan.

## Geschichte
Der Klub wurde im Jahr 2008 unter dem Namen Neftchi-ISM gegründet, zu dieser Zeit diente man als Reserve-Mannschaft für Neftçi Baku. In der Spielzeit 2009/10 stieg man dann erstmals in den Spielbetrieb der zweitklassigen Birinci Divizionu ein. Gleich von Anfang an setzt sich der Klub in der oberen Hälfte der Tabelle fest und fährt jeweils in den deren ersten beiden Spielzeiten einen vierten Platz an. Im Jahr 2011 macht man sich dann unabhängig von Neftçi und firmiert seitdem eigenständig unter dem Namen Qaradağ Lökbatan FK.
Am Ende der Spielzeit 2011/12 gelang dann erstmals die Meisterschaft in der Liga. Jedoch durfte man nicht aufsteigen, weil dem Klub die Lizenz verweigert wurde. In den nächsten Jahren positionierte man sich dann immer wieder unter den Top Vier. Es kam aber nie dazu, dass man am Ende aufsteigen durfte. Erstmals in der Saison 2018/19 schloss die Mannschaft außerhalb davon mit 30 Punkten auf dem neunten Platz ab. Die folgende Saison wurde aufgrund der COVID-19-Pandemie vorzeitig abgebrochen. Hier stand man nach 18 absolvierten Spielen mit sieben Punkten auf dem letzten Platz.
Nach einer weiteren Spielzeit, in der die Platzierung wieder besser wurde, gelang erstmals seit gut 10 Jahren wieder ein erster Platz nach der Runde 2021/22. Aber auch diesmal stieg man wieder nicht auf. Somit befindet sich die Mannschaft bis heute noch in der 2. Liga.